# أوغست بفلوجر
أوغست لي فلوجر الثاني (بالإنجليزية: August Lee Pfluger II) هو سياسي أمريكي من الحزب الجمهوري ولد في يوم 28 ديسمبر 1978 في بلدة بفلوغرفيل في تكساس. أكمل دراسة العلوم السياسية والاقتصاد العالمي في جامعة جورجتاون. في سنة 2020 أنتخب كعضو جديد في مجلس النواب الأمريكي كممثل عن ولاية تكساس.